# ایله
ایله (تایباد)، روستایی از توابع بخش مرکزی شهرستان تایباد در استان خراسان رضوی ایران است.
آب آن از قنات و سد سیمانی (ساخته شده در سال 1356)، محصول آن گندم، نخود، زعفران، پیاز، تنباکو، زیره سبز و شغل اهالی زراعت و مالداری است.

## جمعیت
این روستا در دهستان کرات قرار دارد و براساس سرشماری مرکز آمار ایران در سال ۱۳۸۵، جمعیت آن ۱۶۷ نفر (۳۷خانوار) بوده‌است.